# A1 (Frankrike)
A1 är en motorväg i Frankrike mellan Paris och Lille (nära gränsen till Belgien). Den är 211 km lång.[källa behövs] Motorväg A1 passerar bl.a. flygplatsen Paris-Charles de Gaulle flygplats och städerna Arras, Douai och Lens. Europaväg E15 följer denna motorväg från Paris till Arras, och E17 följer den vidare till Belgien. 

## Historik
Den första delen, en kort sträcka nära Lille invigdes 1954.[källa behövs] Resten byggdes efter hand fram till 1966 då den sista biten var klar.[källa behövs]